# Max Schütz

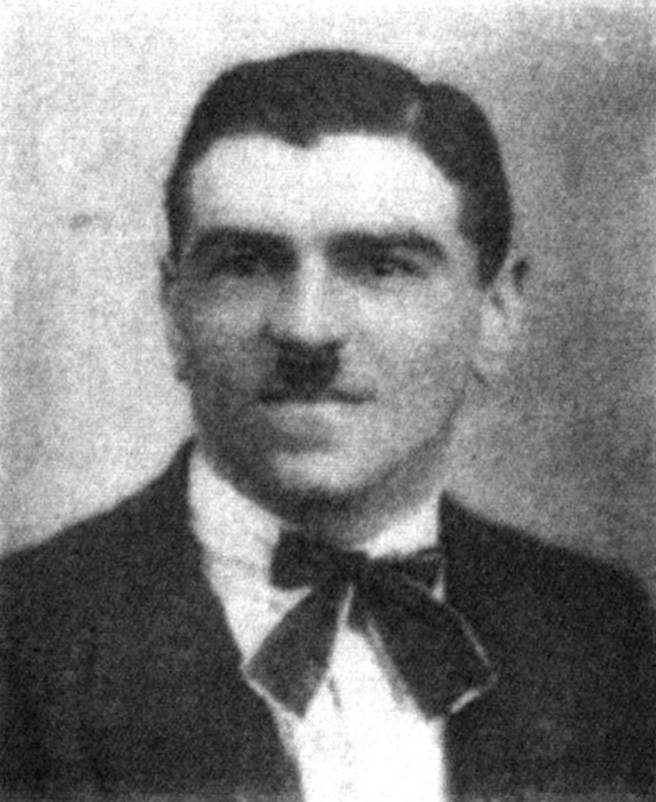
Schützs offizielles Reichstagsporträt, 1924

Max Schütz (* 10. August 1894 in Greiz in Vogtland; † 25. April 1961 in Offenbach am Main) war ein deutscher Politiker (KPD).

## Leben und Wirken
Schütz besuchte die Volksschule. Anschließend absolvierte er eine Schlosserlehre. Von 1914 bis 1918 nahm er als Angehörige der Marine am Ersten Weltkrieg teil. Nach dem Krieg schloss Schütz sich der Kommunistischen Partei Deutschlands (KPD) an. Von 1918 bis 1921 war Schütz im Eisenbahndienst tätig. Ab 1921 war er hauptberuflich als Gewerkschafter und Parteifunktionär tätig. In der KPD stand er zunächst der Ruth-Fischer-Gruppe nahe.
Bei der Reichstagswahl vom Mai 1924 wurde Schütz als Kandidat der KPD für den Wahlkreis 18 (Westfalen-Süd) in den Reichstag gewählt, dem er bis zum Mai 1928 angehörte. Daneben war er von 1921 bis 1922 Kreistagsabgeordneter und später Stadtverordneter sowie Mitglied des Politbüros der KPD.
Hermann Weber zählt ihn neben Paul Schlecht und Wilhelm Schwan zu den Konkurrenten Ernst Thälmanns im Vorfeld von dessen Wahl zum Parteivorsitzenden.
Im Handbuch Deutsche Kommunisten heißt es zur Zeit nach 1928:
"Nachdem 1928 sein Reichstagsmandat erlosch, Akquisiteur, u. a. einige Zeit für die Zentrumspresse, aber auch für die Inseratenwerbung der KPD-Presse, trat jedoch nicht mehr hervor. Bekannt wurde er dann nochmals wegen seiner Haltung in der Affäre Leow. Willy Leow hatte im Oktober 1929 Max Schütz in einer Versammlung angegriffen, woraufhin dieser nachzuweisen drohte, daß Leow bereits bei der März-Aktion 1921 Parteigelder unterschlagen habe. Als die SPD-Presse diesen Brief veröffentlichte, distanzierte sich Schütz von der SPD. Ohne Zustimmung des ZK wurde er 1930 von der KPD-Ortsgruppe Glienicke/Nordbahn/Krs. Niederbarnim (wohin er aus Berlin übergesiedelt war) wieder als Mitglied aufgenommen. 1934/35 arbeitete er als Vertreter für den Zentrumspressewerbedienst, von 1936 bis 1943 für den Arnim-Verlag. 1945 trat Schütz in Glienicke erneut in die KPD ein, spielte dort zeitweise eine führende Rolle, ab April 1946 Mitglied der SED, amtierte er auch als Bürgermeister von Glienicke. Bei den Parteiüberprüfungen 1950 aus der SED ausgeschlossen, flüchtete er in den Westen, in der Bundesrepublik nicht mehr politisch aktiv. Max Schütz starb am 25. April 1961 in Offenbach/Main."